# الحويز (ردفان)

تعديل مصدري - تعديل

الحويز هي إحدى قرى عزلة الحبيلين بمديرية ردفان التابعة لمحافظة لحج، بلغ تعداد سكانها 185 نسمة حسب تعداد اليمن لعام 2004.